# Jure Balkovec
Jure Balkovec (* 9. September 1994 in Novo mesto) ist ein slowenischer Fußballspieler.

## Karriere

### Verein
Vom NK Bela Krajina wechselte er in der Saison 2011/12 zum NK Domžale in die erste Liga. Nach ein paar Jahren hier wurde er Anfang 2014 für den Rest der Spielzeit an NK Krka verliehen. Über den Verlauf der Saison 2014/15 folgte dann noch eine weitere Leihe zu NK Radomlje, danach war er noch bis Anfang Januar 2018 ein Teil von Domžale.
Seine nächste Station war danach in Italien beim SSC Bari, wo er am 13. März 2018 sein Debüt in der Serie B hatte. Da sein Vertrag hier aber auch nur bis zum Ende der laufenden Saison galt, konnte er sich im August 2018 dann Hellas Verona anschließen, wobei er hier nicht regelmäßig zum Einsatz kam. So folgte von August 2019 bis August 2020 eine Leihe zum FC Empoli, bei welchem er danach aber auch nicht fest bleib.
Seine Karriere ging nun in der Türkei weiter, wo er nach einer Zwischenstation bei Karagümrük nun seit der Saison 2022/23 bei Alanyaspor spielt.

### Nationalmannschaft
Nach ein paar Partien mit der U18 nahm er mit der U19 an ein paar Freundschafts- und Qualifikationsspielen teil. Später gehörte er bei der U21 auch mit zum Kader und machte hier auch ein paar Spiele.
Mit der B-Nationalmannschaft machte er dann am 13. Januar 2017 ein Spiel gegen Finnland und bekam nach mehreren Nominierungen ohne Einsatz zuvor dann am 16. Oktober 2018 auch sein Debüt im Trikot der A-Mannschaft. Bei dem 1:1-Spiel gegen Zypern in der Nations League 2018/19 wurde er in der 58. Minute für Bojan Jokić eingewechselt.
Ab September 2019 folgten für ihn dann weitere Einsätze in der Qualifikation für die Europameisterschaft 2020 sowie in der Nations League 2020/21. Weiter spielte er auch noch in einigen Qualifikationsspielen zur Weltmeisterschaft 2022 sowie bei ein paar der Nations League 2022/23 Spiele mit. Auch bei der Quali zur EURO 2024 war er in fünf der Partien dabei und schaffte am Ende mit seinem Team die Qualifikation für das Turnier.